# Александрово-Заводське сільське поселення
Алекса́ндрово-Заво́дське сільське поселення (рос. Александрово-Заводское сельское поселение) — сільське поселення у складі Александрово-Заводського району Забайкальського краю Росії.
Адміністративний центр — село Александровський Завод.

## Населення
Населення сільського поселення становить 2364 особи (2019; 2635 у 2010, 2818 у 2002).

## Склад
До складу сільського поселення входять:
| Населений пункт              | Населення, осіб (2002) | Населення, осіб (2010) |
| ---------------------------- | ---------------------- | ---------------------- |
| Александровський Завод, село | 2630                   | 2482                   |
| Журавльово, село             | 188                    | 153                    |